# Everly (Seine-et-Marne)
Everly település Franciaországban, Seine-et-Marne megyében. Lakosainak száma 570 fő (2022. január 1.). Everly Les Ormes-sur-Voulzie, Chalmaison, Gouaix, Jaulnes és Mouy-sur-Seine községekkel határos.

## Népesség
A település népességének változása:
| Lakosok száma | 605  | 604  | 612  | 590  | 586  | 582  | 578  | 570  | 570  |
|               | 2013 | 2015 | 2016 | 2017 | 2018 | 2019 | 2020 | 2021 | 2022 |